# Live from Clear Channel Stripped 2008
Live from Clear Channel Stripped 2008 é o segundo álbum ao vivo com canções da cantora e compositora estadunidense Taylor Swift, lançado em 23 de abril de 2020, pela Big Machine Records, sem a autorização de Swift.
A gravação foi feita em 2008, mas só foi lançada depois que o catálogo de suas canções anteriores mudara de mãos em um acordo de 2019 entre a Big Machine Records e o empresário norte-americano Scooter Braun. Swift condenou Live from Clear Channel em suas redes sociais, chamando-o de "ganância desavergonhada na época do coronavírus". Vendendo apenas 33 unidades em sua primeira semana nos Estados Unidos, o álbum ao vivo não teve sucesso e não entrou em nenhuma parada da  Billboard.

## Antecedentes e lançamento
Esse lançamento não foi aprovado por mim. Parece-me que Scooter Braun e seus apoiadores financeiros, 23 Capital, Alex Soros e a família Soros, e o The Carlyle Group, viram as últimas planilhas de faturamento e perceberam que pagar $330 MILHÕES não foi exatamente uma escolha sábia, e eles precisam de dinheiro. Na minha opinião… Apenas mais um caso de ganância descarada na época do coronavírus. De muito mau gosto, mas muito transparente.— Swift em um story em Instagram, The Guardian
O álbum foi gravado logo após o início da carreira profissional de Swift, enquanto ela estava promovendo seu segundo álbum de estúdio, Fearless (2008). Live from Clear Channel é composto por canções de seus dois primeiros álbuns de estúdio e de seu segundo EP, Beautiful Eyes (2008), e foi lançado em plataformas de streaming sem qualquer anúncio prévio em 24 de abril de 2020. De acordo com Swift, a gravação foi feita durante uma performance online para os afiliados da Clear Channel, quando ela tinha 18 anos. Em uma postagem em suas mídias sociais, Swift afirmou que não autorizou o lançamento, chamando-o de "apenas mais um caso de ganância descarada na época do época do coronavírus. De muito mau gosto, mas muito transparente". A declaração de Swift também mencionou os apoiadores financeiros de Braun: 23 Capital, The Carlyle Group, e Alexander Soros e a família Soros. Este último gerou alegações do jornal The Jerusalem Post de que ela estava "reproduzindo teorias da conspiração antissemitas", ao associar Soros e Braun, que são judeus, à "ganância e lucrar com a pandemia". A Big Machine Records inicialmente listou a gravação com uma data de lançamento de 2017, mas posteriormente a data foi ajustada para 2008, para refletir o fato de que as gravações estavam disponíveis nos sites da Clear Channel em 2008.